# Kandiküla
Kandiküla är en ort i Estland. Den ligger i Tähtvere kommun och landskapet Tartumaa, i den sydöstra delen av landet, 160 km sydost om huvudstaden Tallinn. Kandiküla ligger 54 meter över havet och antalet invånare är 135.
Terrängen runt Kandiküla är platt. Runt Kandiküla är det mycket tätbefolkat, med 1 819 invånare per kvadratkilometer. Närmaste större samhälle är Dorpat, 4,4 km öster om Kandiküla. Runt Kandiküla är det i huvudsak tätbebyggt.